# Rue Neuve-Popincourt
La rue Neuve-Popincourt est une voie du 11e arrondissement de Paris, en France.

## Situation et accès
La rue Neuve-Popincourt est une voie publique située dans le 11e arrondissement de Paris. Elle débute au 58, rue Oberkampf et se termine au 17, passage Beslay.

## Origine du nom
Elle porte le nom du président du Parlement de Paris, Jean de Popincourt, en raison de sa proximité avec la rue éponyme.

## Historique
La voie est ouverte en 1826, sous sa dénomination actuelle sans autorisation.  Un arrêté préfectoral du 7 décembre 1840 en avait prescrit la fermeture. Elle est toutefois classée dans la voirie parisienne par décret du 4 janvier 1904. 

## Bâtiments remarquables et lieux de mémoire
- No 7 : Michel Patrix (1917-1973), artiste peintre, y vécut.